# Ginebra (ort)
Ginebra är en ort i Colombia.   Den ligger i departementet Valle del Cauca, i den centrala delen av landet, 260 km väster om huvudstaden Bogotá. Ginebra ligger 1 036 meter över havet och antalet invånare är 6 088.
Terrängen runt Ginebra är varierad. Runt Ginebra är det ganska tätbefolkat, med 124 invånare per kvadratkilometer. Närmaste större samhälle är Buga, 19,9 km norr om Ginebra. Omgivningarna runt Ginebra är en mosaik av jordbruksmark och naturlig växtlighet.